# イオアニス・ペルサキス
イオアニス・ペルサキス（Ioannis Persakis, 希: Ιωάννης Περσάκης, 1877年 - 1943年）は、ギリシャの陸上競技選手である。彼は、1896年に開催されたアテネオリンピックの三段跳で銅メダルを獲得した。

## 経歴
アテネオリンピックの三段跳競技は、5つの国から7人の選手が出場して1896年4月6日に実施された。競技は1回の試技のみで勝負が決定した。ペルサキスは12メートル52センチの記録で3位に入り、銅メダルを獲得した。
なお、同じアテネオリンピックの体操競技で2個のメダルを獲得したペトロス・ペルサキスは、彼の実弟である。